# 艾因埃爾特克區

35°44′27″N 0°44′57″W / 35.7408°N 0.7492°W
艾因埃爾特克區（阿拉伯语：‎），是阿爾及利亞的行政區，位於該國西北部，由奧蘭省負責管轄，首府設於艾因埃爾特克，面積163平方公里，1998年人口59,483，人口密度每平方公里370人。